# الولا هيما (فلم)
فيلم مصري سينمائي بدأ إنتاجه عام 2007، وهو فيلم اجتماعى من نوعية الكوميديا الخفيفة، الفيلم إنتاج وقصة وسيناريو وحوار جمال منصور، وإخراج خالد عوضين وبطولة جيهان راتب، مجدى فكرى، احمد منير، رولا محمود.
الفيلم لم يكتمل تصويره لأسباب إنتاجية حتى الآن ولم يتم عرضه بعد.